# William Godshalk
William Godshalk (East Nottingham Township, Pennsilvània, 25 d'octubre de 1817 - New Britain, Pennsilvània, 6 de febrer de 1891) va ser un membre republicà de la Cambra de Representants dels Estats Units de Pennsilvània.
Godshalk va néixer en East Nottingham Township però es va mudar amb els seus pares al Comtat de Bucks, Pennsilvània, el 1818. Va assistir a l'escola i a la Union Academy de Doylestown, en el mateix estat. Va aprendre l'ofici de moliner i el 1847 va participar en la molta en el municipi de Doylestown. Durant la Guerra de Secessió, va servir l'Exèrcit de la Unió, des de l'11 d'octubre de 1862, fins al 23 de juliol de 1863.
Va ser candidat per a eleccions al Senat d'Estat a Pennsilvània el 1864. Va ésser elegit com a jutge associat del Comtat de Bucks a l'octubre de 1871 i va servir durant cinc anys. Godshalk va ser representant republicà als congressos quarantè sisè i quarantè setè. Va tornar a la molta, i va morir. Està enterrat al Cementiri de l'Església Presbiteriana de Doylestown.